# Francisco Amintas da Costa Barros
Francisco Amintas da Costa Barros (Aracati, 1841 — Natal, 22 de fevereiro de 1899), conhecido como Amintas Barros, foi magistrado e político brasileiro.
Era sobrinho-neto de Pedro José da Costa Barros, ex-presidentes da província do Ceará.
Bacharelou-se em ciências jurídicas pela Faculdade de Direito de Recife, em 1863, na mesma turma de Raimundo Teodorico de Castro e Silva (presidente do Piauí em 1884), Franklin Távora, José Joaquim Domingues Carneiro e Trajano Viriato de Medeiros.
Foi o primeiro juiz da comarca de Pau dos Ferros, de 1875 a 1885, sendo substituído por Joaquim Cavalcanti Ferreira de Melo.
Foi 1º vice-presidente da província do Rio Grande do Norte, nomeado por carta imperial de 8 de dezembro de 1887, tendo assumido a presidência interinamente por duas vezes, de 10 de agosto a 14 de outubro de 1888 e de 15 de junho a 18 de junho de 1889. Já na república assumiu a presidência do estado de 2 de março a 13 de junho de 1891.
Durante o Império fez parte do Partido Conservador, na ala conhecida como "grupo da Botica". Durante a República fez oposição a oligarquia dos Albuquerque Maranhão. Sendo partidário de Deodoro da Fonseca, e antiflorianista ferrenho, assumiu o governo do Rio Grande do Norte, em 1891.
Casou-se com Rita Garcia, irmã de Augusto Carlos e José Alexandre de Amorim Garcia, ex-deputados provinciais, com quem teve, ao que se sabe dois filhos.